# Blanche Michel
Pour les articles homonymes, voir Michel.
Blanche Michel est une nageuse française née en 1888 et morte durant la Première Guerre mondiale, spécialisée en nage libre.

## Biographie
Blanche Michel est championne de France de natation en bassin de 50 mètres sur 100 mètres nage libre  en 1909 et en 1910.
En 1909, elle arrive deuxième derrière la belge Claire Guttenstein au cours de la traversée de Bruxelles à la nage (2 kilomètres),.
Elle meurt au combat lors de la Première Guerre mondiale.